# Alessia Cara
Alessia Caracciolo (Brampton, 11 juli 1996), beter bekend onder haar artiestennaam Alessia Cara, is een Canadese zangeres en songwriter. Ze kreeg internationale bekendheid met haar single "Here" uit haar debuutalbum Know-It-All, uitgebracht in 2015. In 2016 stond ze in het voorprogramma van het Europese gedeelte van de A Head Full of Dreams tour van Coldplay. Haar derde single, Scars To Your Beautiful, werd haar tweede nummer 1-hit op de Amerikaanse popradio. In 2018 won ze de Grammy Award voor Best New Artist, hoewel ze al in 2015 haar eerste hit had. In 2019 was Cara het voorprogramma voor popster Shawn Mendes met wereldtour 'Shawn Mendes; The Tour'.
In 2021 nam ze samen met de Mexicaanse zuster-band The Warning een versie van Enter Sandman op, dat op het album The Metallica Blacklist verscheen.

## Discografie

### Singles
| Single met eventuele hitnotering(en) in de Nederlandse Top 40 | Datum van verschijnen | Datum van binnenkomst | Hoogste positie | Aantal weken | Opmerkingen                                      |
| ------------------------------------------------------------- | --------------------- | --------------------- | --------------- | ------------ | ------------------------------------------------ |
| Here                                                          | 2015                  | 26-09-2015            | 28              | 8            | Nr. 26 in de Single Top 100                      |
| Wild Things                                                   | 2016                  | 19-03-2016            | tip6            | -            | Nr. 58 in de Single Top 100                      |
| Scars to Your Beautiful                                       | 2016                  | 10-12-2016            | 7               | 22           | Nr. 41 in de Single Top 100 / Alarmschijf        |
| How far I'll go                                               | 2016                  | 28-01-2017            | tip4            | -            | Soundtrack Vaiana / Nr. 69 in de Single Top 100  |
| Stay                                                          | 2017                  | 18-03-2017            | 8               | 18           | met Zedd / Nr. 51 in de Single Top 100           |
| 1-800-273-8255                                                | 2017                  | 23-09-2017            | 23              | 11           | met Logic & Khalid / Nr. 73 in de Single Top 100 |
| Let Me Down Slowly                                            | 2019                  | 02-02-2019            | 30              | 2            | met Alec Benjamin                                |
| Another place                                                 | 2019                  | 02-11-2019            | tip9            | -            | met Bastille                                     |
| Hell and high water                                           | 2020                  | 05-12-2020            | tip29*          |              | met Major Lazer                                  |

| Single met hitnotering(en) in de Vlaamse Ultratop 50 | Datum van verschijnen | Datum van binnenkomst | Hoogste positie | Aantal weken | Opmerkingen        |
| ---------------------------------------------------- | --------------------- | --------------------- | --------------- | ------------ | ------------------ |
| Here                                                 | 01-05-2015            | 26-09-2015            | tip4            | -            |                    |
| Wild Things                                          | 14-03-2016            | 19-03-2016            | tip5            | -            |                    |
| Wild                                                 | 24-06-2016            | 16-07-2016            | tip12           | -            | met Troye Sivan    |
| Scars to Your Beautiful                              | 21-10-2016            | 03-09-2016            | tip17           | -            |                    |
| How Far I'll Go                                      | 18-11-2016            | 24-12-2016            | tip1            | -            |                    |
| Stay                                                 | 24-02-2017            | 18-03-2017            | 21              | 21           | met Zedd           |
| 1-800-273-8255                                       | 12-05-2017            | 23-09-2017            | 36              | 10           | met Logic & Khalid |
| Growing Pains                                        | 15-06-2018            | 30-06-2018            | tip             | -            |                    |
| Trust My Lonely                                      | 05-10-2018            | 27-10-2018            | tip             | -            |                    |
| Out of Love                                          | 22-02-2019            | 04-05-2019            | tip             | -            |                    |
| Ready                                                | 22-07-2019            | 10-08-2019            | tip             | -            |                    |